# Rod Amateau
Rod Amateau, nato Rodney Amateau, (New York, 20 dicembre 1923 – Los Angeles, 29 giugno 2003), è stato un regista e sceneggiatore statunitense.

## Biografia
Si dedicò alla regia sia nel campo del cinema che in quello della televisione.
Fra i programmi televisivi da lui diretti si ricordano, per la NBC, The Dennis Day Show, per la CBS le sitcom The Many Loves of Dobie Gillis, con Dwayne Hickman e The New Phil Silvers Show, un tentativo senza successo di Phil Silvers di tornare a fare serie televisive.
Rod diresse anche alcuni episodi della serie televisiva Hazzard dove apparve come attore in alcuni di essi.
La sua ultima regia risale al 1987 per il film The Garbage Pail Kids Movie.

## Filmografia

### Regista
- The George Burns and Gracie Allen Show (serie TV) (1950)
- La jena del Missouri (1952)
- Monsoon (1952)
- The Lone Wolf (serie TV) (1955)
- The Bob Cummings Show (serie TV) (1955)
- The George Burns Show (serie TV) (1958)
- Maggie (TV) (1960)
- Mister Ed, il mulo parlante (Mister Ed) (serie TV) (1961)
- Margie (serie TV) (1961)
- Gilligan's Island: Marooned (TV) (1964)
- O.K. Crackerby! (serie TV) (1965)
- Pussycat, Pussycat, I Love You (1970)
- La statua (1971)
- Dimmi, dove ti fa male? (1972)
- Drive-In (1976)
- The Money (1976)
- Son of Hitler (1978)
- The Seniors (1978)
- Hazzard (The Dukes of Hazzard) (serie TV) (1979)
- Supertrain (serie TV) (1979)
- Enos (serie TV) (1980)
- Uncommon Valor (TV) (1983)
- High School U.S.A. - Il College più pazzo d'America (TV) (1983)
- Lovelines (1984)
- The Garbage Pail Kids Movie (1987)

### Produttore
- The George Burns and Gracie Allen Show (serie TV) (1950)
- Mamma a quattro ruote (My Mother the Car) (serie TV) (1965)
- O.K. Crackerby! (serie TV) (1965)
- Dimmi, dove ti fa male? (1972)
- The Garbage Pail Kids Movie (1987)
- Swimsuit (TV) (1989)

### Scenografo
- La jena del Missouri (1952)
- Jerryssimo! (Hook, Line & Sinker) (1969)
- Pussycat, Pussycat, I Love You (1970)
- Dimmi, dove ti fa male? (1972)
- Il seme dell'odio (The Wilby Conspiracy) (1975)
- The Garbage Pail Kids Movie (1987)